# Pro Evolution Soccer 2017
Pro Evolution Soccer 2017 (oficialmente llamado PES 2017, y llamado Winning Eleven 2017 en Japón) es un videojuego de fútbol de la serie Pro Evolution Soccer   publicado por Konami. Fue anunciado el 25 de mayo de 2016 en Milán y programado para ser lanzado a la venta el 15 de septiembre de 2016 en América y el 16 de septiembre de 2016 en Europa para las plataformas PC, Xbox 360, Xbox One, PlayStation 3, PlayStation 4, Android y IOS. Las nuevas características incluyen, entre otros, mejoras en los pases, control del balón con motor de impacto, y mejoras en técnica de los jugadores y manejo del balón. Algo importante a destacar en esta entrega es la firma de un acuerdo especial entre Konami y el F. C. Barcelona, acuerdo que establece la exclusividad del club español en PES 2017, el Camp Nou será exclusivo, además de recreaciones faciales de jugadores actuales así como de leyendas. Además el F. C. Barcelona es la portada del videojuego.

## Demostración
La demo del Pro Evolution Soccer 2017 fue lanzada el 23 de agosto de 2016 en Norte, Centro y Sudamérica, y un día más tarde (el 24 de agosto) en el resto del mundo y el 14 de septiembre en PC, para las consolas PlayStation 3, PlayStation 4, Xbox 360 y Xbox One. Está integrada por 7 equipos y 2 selecciones nacionales, los clubes europeos Barcelona, Atlético de Madrid y Arsenal FC y los clubes sudamericanos Corinthians y Flamengo de Brasil, y Boca Juniors y River Plate de Argentina. Por su parte, las selecciones nacionales que están presentes en la demo del juego son Alemania y Francia. Los estadios disponibles son el Camp Nou del F. C. Barcelona, exclusivo en esta nueva edición del Pro Evolution Soccer, y el estadio genérico Neu Sonne Arena, aunque este último solo para las consolas nextgen (PS4 y Xbox One).

## Novedades
Konami seguirá conteniendo las dos máximas competiciones europeas; por ello, todos los usuarios que deseen disputar la UEFA Champions League y la UEFA Europa League de la manera más realista podrán hacerlo con el PES hasta el año 2018.

### Acuerdo con FC Barcelona
El F. C. Barcelona alcanzó un acuerdo con la desarrolladora japonesa, Konami. Gracias a este pacto, el club español Barça pasará a tener un mayor prestigio en el próximo lanzamiento del videojuego. El equipo será la portada del juego, el Camp Nou, estadio del F. C. Barcelona, será una de las principales exclusivas del Pro Evolution Soccer 2017. Además de esta novedad, podemos añadir el escaneo 3D que tanto los jugadores más conocidos de la plantilla, como los que no, han sufrido en los últimos días, siendo todos ellos relevantes en este próximo lanzamiento. junto a estas novedades aparece el sonido, caracterizado por el propio himno del F. C. Barcelona, que se podrá escuchar cada vez que se juegue con el equipo en los partidos como local en el Camp Nou. La portada del próximo videojuego estará compuesta por cinco jugadores del club catalán, concretamente; Luis Suárez, Leo Messi, Neymar, Ivan Rakitić y Gerard Piqué.

### Acuerdo con Liverpool FC
El Liverpool FC, será el segundo club inglés incluido en el nuevo título junto al Arsenal FC. Mediante este acuerdo, Pro Evolution Soccer 2017 incluirá contenidos tales como el uniforme oficial, el estadio local del club (Anfield) con su nuevo diseño tras la remodelación(*), el himno del club ("You'll Never Walk Alone")(*) y una lista de jugadores leyenda del club, de la talla de Robbie Fowler, Michael Owen e Ian Rush , entre otros.

### Acuerdo con Borussia Dortmund
El 17 de agosto de 2016, en la exposición anual de juegos Gamescom, se anunció que Konami Digital Entertainment Co. Ltd. había acordado un tercer acuerdo de alta calidad, esta vez con el Borussia Dortmund. Mediante este acuerdo, Pro Evolution Soccer 2017 incluirá los datos descargables, el estadio local del club (Signal Iduna Park). Estos nuevos elementos enriquecerán la experiencia relacionada con el BV Borussia 09 Dortmund.

### Acuerdo con River Plate
Konami Digital Entertainment, B.V. ha anunciado un acuerdo de licencia exclusiva con el Club Atlético River Plate para PES 2017. La asociación permitirá a KONAMI promover a River a través de actividades de marketing y promociones para Pro Evolution Soccer 2017, así como integrar las equipaciones actuales, los jugadores y la iconografía del club dentro de los partidos incluyendo su estadio Antonio Vespucio Liberti, más conocido como El Monumental.

### Colaboración exclusiva con la CBF
Konami Digital Entertainment Co., Ltd. tiene el orgullo de anunciar que ha firmado un contrato oficial de colaboración con la Confederación Brasileña de Fútbol (CBF). La serie Pro Evolution Soccer aportará la experiencia del "Campeonato Brasileiro", la liga doméstica de una de las principales potencias de fútbol en el mundo. A través de este acuerdo, Pro Evolution Soccer 2017 incluirá los 20 clubes del Campeonato Brasileiro Serie A, así como los uniformes de todos los clubes. Este será el quinto título de la serie que incluye los 20 equipos y uniformes.

### Acuerdo con SC Corinthians
Konami Digital Entertainment Co., Ltd. se complace en anunciar la firma de un contrato de licencia exclusiva con el club de fútbol brasileño Sport Club Corinthians Paulista (conocido como Corinthians), mismo que se extenderá a todos sus títulos de fútbol. A través de este acuerdo, Pro Evolution Soccer 2017 incluirá el uniforme del club y su estadio, el "Arena Corinthians". Hemos planeado muchas otras medidas para enriquecer la experiencia Corinthians dentro del juego.

### Acuerdo con CR Flamengo
Konami Digital Entertainment Co., Ltd. se complace en anunciar la firma de un contrato de licencia exclusiva con el club de fútbol brasileño CR Flamengo, mismo que se extenderá a todos sus títulos de fútbol. A través de este acuerdo, Pro Evolution Soccer 2017 incluirá el tradicional uniforme rojo y negro a franjas horizontales del club y su estadio, el "Estádio do Maracanã". Estas nuevas implementaciones enriquecerán completamente la experiencia CR Flamengo dentro del juego.

### Aspectos mejorados
Lo que Konami confirmó como nuevos aspectos son:
Toque real: En PES 2017, el primer contacto es calculado por los atributos del jugador, es decir le metes la mano al jugador en todos los atributos.
Por la inclusión de una física más real del balón al estar directamente controlado por el toque de entrada. Ver cómo los diferentes jugadores controlan el balón en formas únicas y diferentes en función de dónde y cómo tú los controlas, dicta el flujo del juego al momento de reaccionar al movimiento imprevisible del balón.
Pases precisos: La combinación del toque real con la física del balón, se convierte en una forma de arte en PES 2017. Hay muchos factores que determinan la velocidad y precisión de la pelota. La base es la valoración de los jugadores y sus habilidades, en adición a la dirección y el ángulo del jugador, el cual se vincula naturalmente con la siguiente animación. El pase que se hace en el momento ideal generará una trayectoria perfecta, creando una gran satisfacción cuando se hace un pase de la muerte.
Porteros: Los porteros ven un gran cambio en la calidad a través de la suma de nuevos movimientos y animaciones, creando a los más ágiles en la historia de PES. Ahora, reaccionan a tiros al instante, incluso dando seguimiento rápido al entrar en acción después de aterrizar de una volada. Con estos nuevos porteros inteligentes, hacer un gol no será una tarea sencilla. La física del balón cuando el portero la atrapa está cerca de la vida real, esto se puede ver en la forma en la que un tiro es desviado por cualquier parte del cuerpo del guardameta. Los momentos de ataque serán más dramáticos que nunca, lo que dará una sensación de logro al marcar un gol.
Instrucciones avanzadas a tu equipo: Estrategias que son individualmente muy conocidas como el Tiki-taka y la marca apretada, mismas que se basan en gran medida en la ideología del equipo, se pueden configurar ahora en" Instrucciones avanzadas ", lo que añade una gran variedad a las maneras en las que puedes ganar. La renombrada estrategia de presión defensiva asfixiante, conocida como “Gegenpressing”, la estrategia de contragolpe rápido para no ir con todo a presionar , y la marca pesada hombre-a-hombre que algunos equipos ponen en práctica se encuentran en esta configuración de estrategia. Esto añade claramente identidad al equipo y hace más gratificante el conseguir una victoria, pero sobre todo hace al partido más divertido a través de estrategias tácticas.
Control total del equipo: La serie es conocida por una profundidad increíble cuando se controla la forma en que su equipo juega, y con control total del equipo en PES 2017, los usuarios tienen nuevas opciones que se pueden usar sobre la marcha durante un partido. Se puede cambiar instantáneamente, ya sea en ataque o en defensa, la mentalidad del equipo, ajustándola y controlándola cuidadosamente con controles simples, volviéndolo capaz de reaccionar inmediatamente a la imprevisible dinámica de este deporte. Defender una ventaja o enviar al equipo hacia adelante para marcar un gol, será elección tuya.
Estrategias de tiro de esquina: Se pueden controlar por medio de estrategias defensivas y ofensivas en la pelota parada para agregar una nueva dimensión a tiros de esquina. Al hacer uso de la d-pad en un tiro de esquina, una variedad de opciones permiten al usuario adaptar cada momento a su estilo de juego. Opciones defensivas incluyen la marca en zona hombre a hombre. Opciones ofensivas incluyen el inundar el área chica, o “tren” que ve a los jugadores atacar el balón en línea recta.
Inteligencia artificial Adaptable: Por primera vez en un juego de fútbol, la Inteligencia Artificial va a aprender cómo juegas, pondrá atención a tus planes estratégicos, seguirá tus instrucciones avanzadas, ¡y cambiará sus tácticas durante el desarrollo del partido! ¿Se la pasas a un jugador estrella a menudo? La oposición va a duplicar la marca sobre él. ¿Te gusta jugar constantemente por las bandas? ¡Los jugadores podrán sus defensas a cubrir tus subidas para hacerte pensar dos veces! El comportamiento del equipo y de los jugadores siempre ha sido un elemento básico de la serie y en PES 2017, la Inteligencia Artificial adaptativa cambiará los juegos de deportes para siempre.
Gráficos auténticos: Los gráficos han mejorado enormemente en PES 2017 y ofrecen un gran realismo gracias a la incorporación del motor Fox Engine. Este año se duplicó las fuentes de luz y también se revisó completamente los modelos del público y las texturas del campo, consiguiendo unos gráficos más realistas que nunca. Además, se ha añadido detalles como el vaho de la respiración de los jugadores en invierno, las gotas de lluvia que desprende la red cuando el balón la alcanza en un día lluvioso, así como la tierra y la hierba que levantan los jugadores con sus patadas. No faltan mejoras sutiles, como las sombras en los partidos de día, que son más reconocibles, y algunas líneas de aerosol para los tiros libres, que pueden verse durante todo el partido. Los modelos de los jugadores, la iluminación, el público, el terreno y los estadios se renovaron por completo.
Desplazamiento natural de jugadores: Las nuevas características, como el toque realista o los pases precisos, se benefician enormemente de los cientos de animaciones nuevas que añadimos, las cuales dotan a los jugadores con una amplia gama de movimientos al atrapar o pasar el balón. Las interacciones entre jugadores (choques) se desarrollaron más, al representar claramente la individualidad de cada jugador con movimientos muy detallados. En los momentos en los que se ve amenazado físicamente, la representación del equilibrio en el cuerpo está determinada principalmente por dos parámetros nuevos.
Nuevas características:
- Posibilidad de compartir Datos de edición en PS4.

Comparte los equipos y jugadores creados con otros jugadores vía USB.
- El intercambio de datos es posible con todo el mundo, permitiendo a los usuarios compartirlos con seguidores de forma global (principalmente en Europa, América y Asia).
- Posibilidad de editar los equipos licenciados y poder agregarles kits (Solo para PlayStation 3 y PlayStation 4)
- Mejoras de habilidades de jugadores

Ejemplos:
96 Lionel Messi (Barcelona),
94 Cristiano Ronaldo (Real Madrid),
93 Neymar Jr (Barcelona),
myClub:
- Los ojeadores necesarios para fichar al jugador que deseas están ahora disponibles en la casa de subastas. Si contratas al ojeador adecuado con las áreas de especialización que definen a tu estrella, tendrás muchas más posibilidades de dar con él. Las funciones de PES 2017 aseguran que el ojeador mantendrá su palabra cuando describes exactamente el jugador al que quieres fichar.

Ahora es más fácil fichar a jugadores con una valoración inferior a 75 mediante representantes especiales y representantes estrella.
- Hemos creado nuevos tutoriales al empezar myClub para facilitar que tanto los nuevos usuarios como los veteranos aprendan todos los aspectos de este modo.
- Con el análisis de partidos, ahora podrás consultar el estilo de juego y las tendencias de tu rival al ser emparejado en partidos en línea. Estudia los planteamientos de tu rival y cambia tus instrucciones avanzadas para dominar el próximo partido.

Liga Máster:
- Cambios significativos en el sistema de transferencias, con nuevos presupuestos destinados para transferir funciones y sueldos de jugadores. Más variedad en la negociación tales como 6 meses de cesión y firma del jugador durante su periodo de cesión.
- Se ha añadido el elemento tiempo para realizar la transacción el último día, estableciendo un plazo de tiempo para añadir más emoción y tensión para la firma de jugadores, al igual que en el fútbol real.
- Los directores también jugarán su papel dando consejo a los jugadores para las negociaciones.
- Team role que ha sido una incorporación cuando se incorporó en 2016 viendo una mejora considerable con 22 nuevos roles frente a los 10 que había en PES 2016, añadiendo nuevos roles como “Héroe” y “Chico Malo”. Que permite dar más carácter a tu equipo.
- El Sistema de Crecimiento del Jugador se ha mejorado, con jugadores que adquieren no solo capacidades como en PES 2016 sino también habilidades. Algunos jugadores verán incrementar sus habilidades mientras estén cedidos.
- Los partidos de día y de noche se adaptan en función de la estación del año, teniendo en cuenta el arranque de la temporada en la vida real.
- El Sistema de Entrenamiento ha tenido más mejoras, los jugadores tienen la posibilidad de aprender habilidades y demostrar su estilo de juego a través del sistema de Entrenamiento. En PES 2017 los jugadores pueden adaptarse a otras posiciones, permitiendo realizar tu jugador y equipo ideal.

Versus – Análisis del Partido:
- Nuevas características dentro de ciertos modos de partido te llevan al historial del jugador para partidos offline con amigos, así como tus estilos de juegos.
- Nunca te preguntarás quién es mejor de entre tú y tus amigos, este modo hará un seguimiento de todo, desde juegos ganados, perdidos, empatados, así como goles marcados y encajados.
- Versus también hace un exhaustivo seguimiento del estilo de juego, como ha sido la posesión o si te gusta contraatacar. También te permitirá saber tu movimiento favorito, tales como barrida o intercepción.

### Mejoras de calidad
Varios elementos importantes se han mejorado por los comentarios de la comunidad.
Árbitros
Mejora en las decisiones arbitrales en las colisiones entre jugadores que determinarán faltas. Las faltas más leves serán sancionadas, así como la mejora en la inteligencia artificial cuando se aplica la ley de la ventaja, incluyendo amonestar jugadores después de un jugada anterior no sancionada.
Estadios
Se han añadido más estadios, con nuevas licencias a los diseños originales. Se añaden nuevos patrones en el césped, así como nuevas opciones de tipo de redes en el modo edición, el cual añade un aspecto único a cada estadio en el que juegues y se podrá instalar una imagen del estadio para que quede de a fondo
Presentación
Diseño completamente nuevo del menú del juego, desde el menú principal en los ajustes de antes del partido hasta el plan de juego. Mejoras significantes de la presentación del partido, incluyendo nuevo HUD y rediseño de las mejores jugadas y el sistema de repeticiones.
Vibración
La nueva vibración en el mando añade la sensación de estar dentro de la acción. Vibraciones que varían según los impactos y las colisiones del jugador, así como cuando se chuta y cuando el balón toca el poste.

## Competiciones
El 17 de agosto de 2016 y durante la Gamescom 2016 fueron anunciadas las ligas y copas que trae el juego.
| Clubes             | Clubes                 | Clubes     | Clubes     |
| Nacionales         | Nacionales             | Nacionales | Nacionales |
| Región             | Competición            | Licencia   |            |
| ------------------ | ---------------------- | ---------- | ---------- |
| Inglaterra y Gales | Premier League         | 3          |            |
| Inglaterra y Gales | Championship           | 4          |            |
| Inglaterra y Gales | FA Cup                 | 2          |            |
| Inglaterra y Gales | Community Shield       | 2          |            |
| Francia y Mónaco   | Ligue 1                | 1          |            |
| Francia y Mónaco   | Ligue 2                | 1          |            |
| Francia y Mónaco   | Copa de Francia        | 2          |            |
| Francia y Mónaco   | Supercopa de Francia   | 2          |            |
| Italia             | Serie A                | 3          |            |
| Italia             | Serie B                | 4          |            |
| Italia             | Copa Italia            | 2          |            |
| Italia             | Supercopa de Italia    | 2          |            |
| España             | LaLiga                 | 3          |            |
| España             | LaLiga2                | 4          |            |
| España             | Copa del Rey           | 2          |            |
| España             | Supercopa de España    | 2          |            |
| Portugal           | Primeira Liga          | 3          |            |
| Portugal           | Copa de Portugal       | 2          |            |
| Portugal           | Supercopa de Portugal  | 2          |            |
| Países Bajos       | Eredivisie             | 1          |            |
| Países Bajos       | KNVB Beker             | 2          |            |
| Países Bajos       | Johan Cruyff-schaal    | 2          |            |
| Brasil             | Brasileirão            | 1          |            |
| Brasil             | Copa de Brasil         | 2          |            |
| Argentina          | Primera División (ARG) | 2          |            |
| Argentina          | Copa Argentina         | 2          |            |
| Argentina          | Supercopa Argentina    | 2          |            |
| Chile              | Primera División (CHL) | 2          |            |
| Chile              | Copa Chile             | 2          |            |
| Europa             | Liga PEU               | 5          |            |
| Europa             | Copa PEU               | 5          |            |
| Europa             | Supercopa de la PEU    | 5          |            |
| Asia               | Liga PAS               | 5          |            |
| Asia               | Copa PAS               | 5          |            |
| Asia               | Supercopa de la PAS    | 5          |            |
| América            | Liga PLA               | 5          |            |
| América            | Copa PLA               | 5          |            |
| Internacionales    |                        |            |            |
| Europa             | UEFA Champions League  | 1          |            |
| Europa             | UEFA Europa League     | 1          |            |
| Europa             | UEFA Super Cup         | 1          |            |
| Asia               | AFC Champions League   | 1          |            |
| América del Sur    | Copa Libertadores      | 3          |            |
| Global             | Copa Mundial de Clubes | 3          |            |

| Selecciones nacionales | Selecciones nacionales    | Selecciones nacionales | Selecciones nacionales |
| Región                 | Competición               | Licencia               |                        |
| ---------------------- | ------------------------- | ---------------------- | ---------------------- |
| Europa                 | Eurocopa                  | 3                      |                        |
| América                | Copa América              | 3                      |                        |
| África                 | Copa Africana de Naciones | 4                      |                        |
| Asia Oceanía           | Copa de Asia y Oceanía    | 4                      |                        |
| Global                 | Copa Mundial              | 3                      |                        |

1: Licenciada.
2: Logo y nombre de la competición no están licenciados.
3: Logo y nombre de la competición, más escudos y nombres de algunos equipos no están licenciados.
4: Logo y nombre de la competición, más escudos y nombres de todos los equipos no están licenciados.
5: Ficticia.
1. ↑  Clubes licenciados: Arsenal y Liverpool.
2. ↑  Clubes no licenciados: Juventus y Sassuolo.
3. ↑  Clubes licenciados: Barcelona y Atlético de Madrid.
4. ↑  Clubes licenciados: Benfica y Sporting de Lisboa.

### Otros equipos
| Europeos         | Europeos          |
| Región           | Equipo            |
| ---------------- | ----------------- |
| Bélgica          | Club Brujas       |
| Croacia          | Dinamo Zagreb     |
| Alemania         | Bayer Leverkusen  |
| Alemania         | Borussia Dortmund |
| Alemania         | FC Schalke 04     |
| Alemania         | Biswerhausen      |
| Alemania         | Creussenburg      |
| Alemania         | Dhroffsmitz       |
| Rusia            | PFC CSKA Moscú    |
| Suiza            | FC Basel          |
| Turquía          | Beşiktaş          |
| Ucrania          | FC Dinamo Kiev    |
| Latinoamericanos |                   |
| Brasil           | Red Bull Brasil   |

## Selecciones nacionales
Las siguientes selecciones fueron confirmadas para PES 2017:
| Región                | Selección              | Licencia | Notas |
| --------------------- | ---------------------- | -------- | ----- |
| Europa                | Albania                | 1        |       |
| Europa                | Alemania               | 1        |       |
| Europa                | Austria                | 2        |       |
| Europa                | Bélgica                | 2        |       |
| Europa                | Bosnia-Herzegovina     | 3        |       |
| Europa                | Bulgaria               | 2        |       |
| Europa                | Croacia                | 1        |       |
| Europa                | Dinamarca              | 2        |       |
| Europa                | Escocia                | 2        |       |
| Europa                | Eslovaquia             | 1        |       |
| Europa                | Eslovenia              | 2        |       |
| Europa                | España                 | 1        |       |
| Europa                | Francia                | 1        |       |
| Europa                | Gales                  | 3        |       |
| Europa                | Grecia                 | 2        |       |
| Europa                | Países Bajos           | 1        |       |
| Europa                | Hungría                | 3        |       |
| Europa                | Inglaterra             | 1        |       |
| Europa                | Irlanda                | 2        |       |
| Europa                | Irlanda del Norte      | 3        |       |
| Europa                | Islandia               | 3        |       |
| Europa                | Israel                 | 2        |       |
| Europa                | Italia                 | 1        |       |
| Europa                | Noruega                | 2        |       |
| Europa                | Polonia                | 3        |       |
| Europa                | Portugal               | 1        |       |
| Europa                | República Checa        | 3        |       |
| Europa                | Rumania                | 2        |       |
| Europa                | Rusia                  | 3        |       |
| Europa                | Serbia                 | 2        |       |
| Europa                | Suecia                 | 2        |       |
| Europa                | Suiza                  | 2        |       |
| Europa                | Turquía                | 3        |       |
| Europa                | Ucrania                | 3        |       |
| África                | Argelia                | 3        |       |
| África                | Burkina Faso           | 3        |       |
| África                | Camerún                | 3        |       |
| África                | Costa de Marfil        | 2        |       |
| África                | Egipto                 | 2        |       |
| África                | Ghana                  | 3        |       |
| África                | Guinea                 | 3        |       |
| África                | Malí                   | 3        |       |
| África                | Marruecos              | 2        |       |
| África                | Nigeria                | 3        |       |
| África                | Senegal                | 3        |       |
| África                | Sudáfrica              | 2        |       |
| África                | Túnez                  | 3        |       |
| África                | Zambia                 | 3        |       |
| Norte y Centroamérica | Costa Rica             | 2        |       |
| Norte y Centroamérica | Estados Unidos         | 3        |       |
| Norte y Centroamérica | Jamaica                | 3        |       |
| Norte y Centroamérica | México                 | 3        |       |
| Norte y Centroamérica | Honduras               | 3        |       |
| Norte y Centroamérica | Panamá                 | 3        |       |
| América del Sur       | Argentina              | 2        |       |
| América del Sur       | Bolivia                | 2        |       |
| América del Sur       | Brasil                 | 1        |       |
| América del Sur       | Chile                  | 2        |       |
| América del Sur       | Colombia               | 2        |       |
| América del Sur       | Ecuador                | 2        |       |
| América del Sur       | Paraguay               | 3        |       |
| América del Sur       | Perú                   | 2        |       |
| América del Sur       | Uruguay                | 2        |       |
| América del Sur       | Venezuela              | 2        |       |
| / Asia/Oceanía        | Arabia Saudita         | 3        |       |
| / Asia/Oceanía        | Australia              | 2        |       |
| / Asia/Oceanía        | China                  | 3        |       |
| / Asia/Oceanía        | Corea del Norte        | 3        |       |
| / Asia/Oceanía        | Corea del Sur          | 3        |       |
| / Asia/Oceanía        | Emiratos Árabes Unidos | 3        |       |
| / Asia/Oceanía        | Irak                   | 3        |       |
| / Asia/Oceanía        | Irán                   | 3        |       |
| / Asia/Oceanía        | Japón                  | 1*       |       |
| / Asia/Oceanía        | Jordania               | 3        |       |
| / Asia/Oceanía        | Kuwait                 | 3        |       |
| / Asia/Oceanía        | Líbano                 | 3        |       |
| / Asia/Oceanía        | Nueva Zelanda          | 2        |       |
| / Asia/Oceanía        | Omán                   | 3        |       |
| / Asia/Oceanía        | Catar                  | 3        |       |
| / Asia/Oceanía        | Tailandia              | 3        |       |
| / Asia/Oceanía        | Uzbekistán             | 3        |       |

1: Licenciados el uniforme y los jugadores.
2: Sólo licenciados los jugadores.
3: Sin licencia.

## Comentaristas
| Idioma         | Región                     | Comentarista(s)                             | Notas |
| -------------- | -------------------------- | ------------------------------------------- | ----- |
| Árabe          | Arabia Saudita Túnez       | Raouf Ben Khalif                            | Nuevo |
| Alemán         | Alemania                   | Marco Hagemann Hansi Küpper                 |       |
| Chino cantonés | Hong Kong                  | Ka Him NG Keyman                            | Nuevo |
| Chino mandarín | China Singapur Taiwán      | Wang Tao Miao Kun                           | Nuevo |
| Español        | Argentina                  | Mariano Closs Fernando Niembro              |       |
| Español        | Chile                      | Fernando Solabarrieta Patricio Yáñez        |       |
| Español        | España                     | Carlos Martínez Julio Maldonado (Maldini)   |       |
| Español        | México                     | Christian Martinoli Luis García             |       |
| Francés        | Canadá                     | Claudine Douville Jean Gounelle             | Nuevo |
| Francés        | Francia                    | Grégoire Margotton Darren Tulett            |       |
| Griego         | Grecia                     | Christos Sotirakopoulos Yiorgos Thanailakis |       |
| Inglés         | Reino Unido Estados Unidos | Peter Drury Jim Beglin                      |       |
| Italiano       | Italia                     | Fabio Caressa Luca Marchegiani              |       |
| Japonés        | Japón                      | Jon Kabira Tsuyoshi Kitazawa                |       |
| Polaco         | Polonia                    | Mateusz Borek Roman Kołtoń                  | Nuevo |
| Portugués      | Brasil                     | Milton Leite Mauro Beting                   | Nuevo |
| Portugués      | Portugal                   | Pedro Sousa Luís Freitas Lobo               |       |

## Banda sonora
Esta es la lista de canciones confirmadas en PES 2017, entre las que se destaca Parking Lot de Vant, la cual apareció en el tráiler oficial del juego mostrado en la Gamescom:
| Autor(es)                                   | Canción             | Duración |
| ------------------------------------------- | ------------------- | -------- |
| All Tvvins                                  | Thank You           | 3:33     |
| Vant                                        | Parking Lot         | 2:51     |
| Big Data ft. Jamie Lidell                   | Clean               | 3:21     |
| Ellie Goulding                              | On My Mind          | 3:33     |
| Galantis                                    | In My Head          | 3:41     |
| Rage Against The Machine                    | Wake Up             | 6:04     |
| James Bay                                   | Hold Back The River | 3:59     |
| JR JR                                       | In The Middle       | 3:35     |
| Miike Snow                                  | Genghis Khan        | 3:32     |
| Peking Duk ft. Nicole Millar                | High                | 3:48     |
| Jack Ü (Skrillex y Diplo) ft. Justin Bieber | Where Are Ü Now     | 4:10     |
| Twenty One Pilots                           | Ride                | 3:34     |

## Estadios
Fueron confirmados 31 estadios en PES 2017, de los cuales 28 vendrán el día de lanzamiento del juego. La novedad es la vuelta del Camp Nou, el Olímpico de Roma, La Bombonera y El Monumental, mientras que los estadios Anfield Road, Signal Iduna Park y Allianz Parque serán añadidos por DLC (exclusivos para Playstation 4 y Xbox One). Los estadios dentro del juego varían según la consola.

### PlayStation 4 y Xbox One
| Licenciados    | Licenciados | Licenciados               | Licenciados |
| Número         | Región      | Estadio                   | Notas       |
| -------------- | ----------- | ------------------------- | ----------- |
| 1              | España      | Camp Nou                  | Vuelve      |
| 2              | Italia      | Giuseppe Meazza           |             |
| 3              | Italia      | San Siro                  |             |
| 4              | Italia      | Stadio Olimpico           | Vuelve      |
| 5              | Suiza       | St. Jakob Park            |             |
| 6              | Inglaterra  | Anfield Road              | Vuelve      |
| 7              | Alemania    | Signal Iduna Park         | Nuevo       |
| 8              | Brasil      | Estadio Maracaná          | Nuevo       |
| 9              | Brasil      | Estadio Mineirao          |             |
| 10             | Brasil      | Allianz Parque            | Nuevo       |
| 11             | Brasil      | Arena Corinthians         |             |
| 12             | Brasil      | Estadio Beira Rio         |             |
| 13             | Brasil      | Estadio do Morumbi        |             |
| 14             | Brasil      | Estadio Urbano Caldeira   |             |
| 15             | Argentina   | El Monumental             | Vuelve      |
| 16             | Argentina   | La Bombonera              | Vuelve      |
| 17             | Japón       | Saitama Stadium 2002      |             |
| No licenciados |             |                           |             |
| 18             | Ficticia    | KONAMI Stadium            |             |
| 19             | Ficticia    | Metropole Arena           |             |
| 20             | Ficticia    | Estadio de Escorpião      |             |
| 21             | Ficticia    | Estadio del Nuevo Triunfo |             |
| 22             | Ficticia    | Burg Stadion              |             |
| 23             | Ficticia    | Stade de Sagittaire       |             |
| 24             | Ficticia    | Stadio Orione             |             |
| 25             | Ficticia    | Estadio del Martingal     |             |
| 26             | Ficticia    | Rose Park Stadium         |             |
| 27             | Ficticia    | Coliseo de los Deportes   |             |
| 28             | Ficticia    | Neu Sonne Arena           | Nuevo       |
| 29             | Ficticia    | Estadio Campeones         | Nuevo       |
| 30             | Ficticia    | Hoofdstad Stadion         | Nuevo       |
| 31             | Ficticia    | Sports Park               | Nuevo       |

| 1. 2. 3. |

### PlayStation 3, Xbox 360 y PC
| Licenciados    | Licenciados | Licenciados               | Licenciados |
| Número         | Región      | Estadio                   | Notas       |
| -------------- | ----------- | ------------------------- | ----------- |
| 1              | España      | Camp Nou                  | Vuelve      |
| 2              | Italia      | Giuseppe Meazza           |             |
| 3              | Italia      | San Siro                  |             |
| 4              | Suiza       | St. Jakob Park            |             |
| 5              | Brasil      | Estadio do Morumbi        |             |
| 6              | Brasil      | Estadio Urbano Caldeira   |             |
| 7              | Argentina   | El Monumental             | Vuelve      |
| 8              | Argentina   | La Bombonera              | Vuelve      |
| 9              | Japón       | Saitama Stadium 2002      |             |
| No licenciados |             |                           |             |
| 10             | Ficticia    | KONAMI Stadium            |             |
| 11             | Ficticia    | Metropole Arena           |             |
| 12             | Ficticia    | Estadio de Escorpião      |             |
| 13             | Ficticia    | Estadio del Nuevo Triunfo |             |
| 14             | Ficticia    | Burg Stadion              |             |

| 1. 2. |

## Premios
| Listado de premios y nominaciones | Listado de premios y nominaciones | Listado de premios y nominaciones | Listado de premios y nominaciones |
| Award                             | Categoría                         | Resultado                         | Ref.                              |
| --------------------------------- | --------------------------------- | --------------------------------- | --------------------------------- |
| E3 Games Critics Award            | Mejor juego de deportes           | Nominado                          | [ 30 ]                            |
| Gamescom Awards 2016              | Mejor juego de deportes           | Nominado                          | [ 31 ]                            |
| The Game Awards 2016              | Best Sports/Racing Game           | Nominado                          | [ 32 ]                            |

## Recepción
GamesRadar valoró a PES 2017 con un puntaje muy positivo de 4,5/5, que indica que se "ve y se siente como algo real" y también menciona que este título restaura la gloria de la famosa serie de Konami.
Gamereactor dio al más reciente juego de fútbol de Konami una valoración de 9/10, al comentar sobre sus efectos visuales y animaciones suaves con el juego de ser "agradable y gratificante" en su enfoque de ataque y defensa. También mencionan que la interfaz de usuario en general ha mejorado.
Pro Evolution Soccer 2017 recibió en general buenas críticas. Cuenta con una puntuación media de 90 en Metacritic, basado en 10 revisiones, lo que indica "aclamación universal". Sin embargo en su versión para PC cosecha notas muy inferiores principalmente a causa del considerable recorte gráfico que recibió, la falta de buena parte de estadios que sí están presentes en las versiones tanto de Xbox One como de PS4 y ciertos errores y/o problemas de estabilidad puntuales en equipos que cumplen con sus requisitos.

## Ventas
Pro Evolution Soccer 2017 ha vendido 280 mil copias menos que en la entrega anterior.
| Año   | Cantidad           |
| ----- | ------------------ |
| 2016  | 900.000 unidades   |
| 2017  | 290.000 unidades   |
| Total | 1.190.000 unidades |

- Datos al 25 de agosto de 2017.

## Actualizaciones

### DLC 1.00
Fue lanzado el 28 de octubre de 2016 e incluyó:
- Actualización de traspasos y jugadores retirados.
- 34 nuevas caras de jugadores.
- Actualizaciones de 73 uniformes.
- Nuevas botas de Adidas, Nike, New Balance, Umbro y Mizuno.

### DLC 2.00
Fue lanzado el 24 de noviembre de 2016 e incluyó:
- Actualización de traspasos y jugadores retirados.
- 100 nuevas caras de jugadores.
- Inclusión de los nuevos estadios Anfield, Signal Iduna Park, Allianz Parque (Exclusivos PS4 y Xbox One).
- Uniformes clásicos del Liverpool FC.
- Himnos del Liverpool FC y del Borussia Dortmund (Exclusivos PS4 y Xbox One).
- Nuevas botas de Adidas, Nike, New Balance, Umbro y Mizuno.

### DLC 3.00
Fue lanzado el 9 de febrero de 2017 e incluyó:
- Actualización de traspasos y jugadores retirados.
- 153 nuevas caras de jugadores.
- Uniformes clásicos del Borussia Dortmund.
- 1 nuevo balón.
- Nuevas botas de Adidas, Nike, New Balance, Umbro y Mizuno..